# Victoria Chaplin
Victoria Chaplin (* 19. Mai 1951 in Santa Monica, Kalifornien) ist eine US-amerikanische Schauspielerin und Zirkuskünstlerin.

## Leben
Victoria Chaplin wurde als viertes Kind aus der vierten Ehe des Schauspielers Charlie Chaplin mit Oona O’Neill geboren. Victoria Chaplin hat sieben weitere Geschwister; Geraldine Chaplin, Michael Chaplin, Josephine Chaplin, Eugene Chaplin, Jane Chaplin, Annette Chaplin, Christopher Chaplin. Aus früheren Ehen ihres Vaters stammen die Halbgeschwister Norman Chaplin, Charles Chaplin junior sowie Sydney Chaplin.
Wie die meisten ihrer Geschwister gab Victoria Chaplin ihr Schauspieldebüt in einem Film ihres Vaters. Als Baby war sie in Rampenlicht zu sehen. 1967 stand sie im Alter von 16 Jahren erneut neben Charles Chaplin in Die Gräfin von Hongkong vor der Kamera.
Victoria Chaplin ist mit dem französischen Zirkuskünstler Jean-Baptiste Thiérrée verheiratet, mit dem sie gemeinsam auftritt. Das Paar hat eine Tochter, Aurélia Thierrée, und einen Sohn, James Thiérrée. Die beiden sind ebenfalls in die Fußstapfen ihrer Eltern getreten und traten schon als Kinder als Artisten im Zirkus auf.

## Filmografie (Auswahl)
- 1952: Rampenlicht
- 1967: Die Gräfin von Hongkong
- 1973: Die drei Musketiere